# Distrikt Nuevo Chimbote
Der Distrikt Nuevo Chimbote ist einer von 9 Distrikten der Provinz Santa und liegt in der Region Ancash in Peru.
Der Distrikt Nuevo Chimbote wurde am 27. Mai 1994 gegründet und aus dem bestehenden Distrikt Chimbote herausgelöst. Verwaltungssitz ist die Stadt Buenos Aires. Der Distrikt hatte beim Zensus 2017 159.321 Einwohner, 10 Jahre zuvor lag die Einwohnerzahl bei 113.166.
Der 389,8 km² große Distrikt liegt zentral in der Provinz Santa. Er reicht vom Meer bis zu den Ausläufern der Anden. Seine Längsausdehnung in WSW-ONO-Richtung beträgt 38 km, die maximale Breite 13 km. Im Norden grenzt der Distrikt an den Distrikt Chimbote, im Süden an die Distrikte Nepeña und Samanco. Ein Großteil der Distriktfläche liegt in der wüstenhaften, ariden Küstenebene Nordwest-Perus. Es wird zum Teil bewässerte Landwirtschaft betrieben. In Buenos Aires befinden sich die Universität Universidad Nacional del Santa sowie der Flughafen Aeropuerto Teniente FAP Jaime Montreuil Morales.